# Rebeca Mankita
Rebeca Mankita Flashehener (Ciudad de México, 29 de abril de 1969) es una actriz y comediante mexicana.

## Biografía
Nació el 29 de abril de 1969 en la Ciudad de México y comenzó su carrera como actriz siendo muy joven, en 1987, en la telenovela de Carla Estrada Pobre señorita Limantour. De ahí pasa al cine donde actúa en películas de corte cómico, como Papito querido y Soy hombre y qué. En 1996,  vuelve a la televisión en la telenovela La sombra del otro en una participación especial como una prostituta. Luego concentró su carrera en televisión realizando destacadas participaciones en las telenovelas Sin ti, ¡Amigos x siempre!, Carita de ángel, Amar otra vez, La fea más bella y Al diablo con los guapos, entre otras. También participó en el programa de comedia La escuelita VIP y en unitarios como Mujer, casos de la vida real y La rosa de Guadalupe.
El 16 de septiembre de 2010, Rebeca sufrió un grave accidente automovilístico, cuando transitaba en su Jeep Sahara por la carretera México-Cuautla. Un auto Dodge Neon color gris donde viajaba una familia compuesta por dos adultos y cuatro niños impactó de costado al vehículo que conducía Rebeca. Como resultado del choque, los dos adultos y cuatro niños fallecieron mientras que la actriz milagrosamente sólo resultó con heridas menores. Aun así, fue detenida y custodiada como la posible responsable del accidente, aunque después de los peritajes correspondientes, la Procuraduría General de Justicia del Estado de Morelos determinó que la actriz no tuvo culpa alguna en la tragedia.
La actriz se recuperó favorablemente después del accidente, a pesar de que, como ella contó, la mala experiencia nunca se le olvida.

## Filmografía

### Telenovelas
- Mi camino es amarte (2023) .... Loretta
- Contigo sí (2021) .... Josefina[3]
- Ringo (2019) ... Susana Tamayo[4]
- Enamorándome de Ramón (2017)  ... Emilia
- Pasión y Poder (2015-2016) .... Gabriela
- Simplemente maria(2015-2016).... senorita ursula
- La promesa (2014-2015) .... Josefina de Ildegarde
- Hasta el fin del mundo (2014-2015) .... Isadora Carbonell
- Qué pobres tan ricos (2013-2014) .... Genoveva "Beba" de la Garza
- Llena de amor (2010-2011) .... Mayela Santibáñez
- Soy tu dueña (2010) .... Dama de honor #5
- Al diablo con los guapos (2007-2008) .... Marlene
- Destilando amor (2007) .... Colette
- La fea más bella (2006-2007) .... Ana Leticia Villarroel
- Rebelde (2004) .... Deborah
- Amar otra vez (2003-2004) .... Peggy
- Velo de novia (2003) .... Yara
- ¡Vivan los niños! (2002-2003) .... Paola Paz de Molina
- Aventuras en el tiempo (2001) .... Violeta (Edad adulta)
- Carita de ángel (2000-2001) .... Marfil de los Cobos
- ¡Amigos x siempre! (2000) .... Amanda Naredo
- El privilegio de amar (1998-1999)
- Camila (1998) .... Natalia de Galindo
- Sin ti (1997) .... Katy
- La sombra del otro (1996) .... Cristal
- María la del barrio (1995-1996) ... La "Gata"
- Pobre señorita Limantour (1987) .... Caty

### Series de TV
- Como dice el dicho
- La Rosa de Guadalupe
- Ciber-amor - Cecilia
- Amar por siempre - Vera
- Los perplejos (2005-2006) .... Rebeca
- Mujer, casos de la vida real (2001-2006) (19 episodios)
- La escuelita VIP (2004) .... Miss Mankita

### Películas
- Luna de miel automática (2002)
- Parejas disparejas (2002)
- Serie la Vida Loca (5 películas)
- La última de todas
- De ladito me la risa (1998)
- No se puede con la risa (1998)
- La risa en bikini (1998)
- Más sabroso con la risa (1997)
- La risa por dentro (1997)
- Me ganó la risa (1997)
- La risa lo cura todo (1997)
- El taxista querendón (1997) .... Marisa
- La risa en vacaciones 9
- La risa en vacaciones 8
- La super risa en vacaciones 8 (1996)
- Soy hombre y qué (1993)
- Tratamiento de choque
- Una buena forma de morir
- Papito querido (1991)